# スニッツェル
スニッツェル (Snitzel) は、オーストラリアの競走馬、種牡馬である。主な勝ち鞍は2006年のオークレイプレート(GI)。

## 戦績
現役時代はオーストラリアのスプリント路線で活躍。2006年のオークレイプレートでは同年のスプリンターズステークスを制覇するテイクオーバーターゲットを破ってGI初制覇を果たす。通算成績は15戦7勝（重賞4勝）。

## 種牡馬入り後
2006年より豪州で種牡馬入り。2013-2014シーズンでは豪州リーディングで父リダウツチョイスに次ぐ2位に入り、史上初の父子によるリーディング1位、2位独占となった。
2016-2017シーズンは初の豪州リーディングサイアーの座を獲得し、祖父デインヒルから3代連続での栄冠に輝く。2017年の種付け料は17万6000豪ドル（約1500万円）に達した。2017-2018シーズンも世界最高賞金の芝レースとして新設されたジ・エベレストを制したレッドゼル（Redzel）の活躍もあって2年連続で豪州リーディングサイアーとなっている。同シーズン、スニッツェル産駒は173頭の勝ち馬が307勝を挙げ、2920万豪ドル（約24億1000万円）を稼ぎ出した。
現役時代は生粋のスプリンターであり、産駒も短距離を得意とする馬が多いが、マイルから2000m付近をこなす産駒も輩出している。仕上がりの早さが武器で、2歳戦で特に強さを発揮する。
日本では2007年と2011年に社台スタリオンステーションでシャトル種牡馬として供用された。日本では豪州のような成功を収めることはできなかったが、シャトル2世代目の産駒から、マイル重賞3勝のヤングマンパワーが出ている。
2025年6月11日、オーストラリアのアローフィールドスタッドにて加齢に伴う体調悪化により安楽死の処置がとられた。23歳だった。

### 主な産駒

#### 豪州
- 2008年産
  - ホットスニッツェル（Hot Snitzel） - 2015年BTCカップ
- 2009年産
  - シズリング（Sizzling） - 2012年TJスミスステークス
  - スニッツァーランド（Snitzerland） - 2014年ブラックキャビアライトニング
- 2010年産
  - シェイマスアワード（Shamus Award） - 2013年コックスプレート、2014年オーストラリアンギニー
  - スウィートアイデア（Sweet Idea） - 2015年ザ・ギャラクシー
- 2011年産
  - ワンジナ（Wandjina） - 2015年オーストラリアンギニー
- 2012年産
  - レッドゼル（Redzel） - 2017年ドゥームベン10000、2017年ダーレークラシック、2017・18年ジ・エベレスト
- 2013年産
  - ロシアンレヴォリューション（Russian Revolution） - 2017年ザ・ギャラクシー、2018年オークリープレート
- 2014年産
  - インヴェイダー（Invader） - 2017年サイアーズプロデュースステークス
  - トラピーズアーティスト（Trapeze Artist） - 2018年TJスミスステークス、オールエイジドステークス、2017年ゴールデンローズステークス
  - アイアムエキサイテッド（I Am Excited） - 2020年ザ・ギャラクシー
- 2015年産
  - エスティジャーブ（Estijaab） - 2018年ゴールデンスリッパーステークス
- 2017年産
  - ワイルドルーラー（Wild Ruler） - 2021年モイアステークス
- 2018年産
  - インザコンゴ（In The Congo） - 2021年ゴールデンローズステークス
  - ヤーニング（Yearning）- 2021年オーストラリア1000ギニー
- 2020年産
  - シンゾー（Shinzo）- 2023年ゴールデンスリッパーステークス
  - キャップフェラ（Cap Ferrat）- 2025年香港ダービー
- 2021年産
  - レディシェナンドー（Lady Shenandoah） - 2024年フライトステークス、2025年サラウンドステークス、クールモアクラシック
  - スイッツァランド（Switzerland） - 2024年クールモアスタッドステークス
- 2022年産
  - マルフーナ（Marhoona）- 2025年ゴールデンスリッパーステークス

#### ニュージーランド
- 2014年産
  - サマーパッセージ（Summer Passage） - 2017年システマステークス
- 2018年産
  - ソードオブステート（Sword Of State） - 2021年システマステークス
- 2022年産
  - リターントゥコンカー（Return To Conquer） - 2025年システマステークス

#### 南アフリカ
- 2013年産
  - ヘヴンリーブルー（Heavenly Blue） - 2017年サウスアフリカンクラシック

#### 日本
- 2012年産
  - ヤングマンパワー - 2015年アーリントンカップ、2016年関屋記念、富士ステークス
  - スペクトル - 2014年寒菊賞、2015年金杯、やまびこ賞、ウイナーカップ
  - バズーカ - 2015年東海ダービー、MRO金賞、秋の鞍、岐阜金賞、2016年園田金盃、2017年兵庫ゴールドカップ
  - ロゾヴァドリナ - 2015年-2017年 OROカップ

### 母の父としての主な産駒
- 2017年産
  - インザフューチャー（2019年ゴールドウィング賞、2020年湾岸スターカップ）
- 2018年産
  - ピンストライプド / Pinstriped（2024年メムジーステークス）
- 2020年産
  - セレスティアルレジェンド / Celestial Legend（2024年ランドウィックギニーズ、ドンカスターマイル）
  - スペシャルエックス（2022年イノセントカップ、2023年グランシャリオ門別スプリント、2024年ポラリスサマースプリント、道営スプリント、2025年兵庫ウインターカップ）[10]
- 2021年産
  - ヴェロシアス / Velocious（2024年システマステークス）
  - プライベートライフ / Private Life（2024年コーフィールドギニー）
  - キャプチャードバイラヴ / Captured By Love（2024年ニュージーランド1000ギニー）

## 血統表
| スニッツェルの血統            | スニッツェルの血統                                                               | スニッツェルの血統                                                               | （血統表の出典）                                                                 | （血統表の出典） |
| 父系                          | デインヒル系                                                                     | デインヒル系                                                                     | デインヒル系                                                                     | [ § 2 ]          |
| 父 Redoute's Choice 1996 鹿毛 | 父の父*デインヒル Danehill 1986 鹿毛                                             | Danzig                                                                           | Northern Dancer                                                                  | Northern Dancer  |
| 父 Redoute's Choice 1996 鹿毛 | 父の父*デインヒル Danehill 1986 鹿毛                                             | Danzig                                                                           | Pas de Nom                                                                       |                  |
| 父 Redoute's Choice 1996 鹿毛 | 父の父*デインヒル Danehill 1986 鹿毛                                             | Razyana                                                                          | His Majesty                                                                      | His Majesty      |
| 父 Redoute's Choice 1996 鹿毛 | 父の父*デインヒル Danehill 1986 鹿毛                                             | Razyana                                                                          | Spring Adieu                                                                     |                  |
| 父 Redoute's Choice 1996 鹿毛 | 父の母Shantha's Choice 1992 鹿毛                                                 | Canny Lad                                                                        | Bletchingly                                                                      | Bletchingly      |
| 父 Redoute's Choice 1996 鹿毛 | 父の母Shantha's Choice 1992 鹿毛                                                 | Canny Lad                                                                        | Jesmond Lass                                                                     |                  |
| 父 Redoute's Choice 1996 鹿毛 | 父の母Shantha's Choice 1992 鹿毛                                                 | Dancing Show                                                                     | Nijinsky                                                                         | Nijinsky         |
| 父 Redoute's Choice 1996 鹿毛 | 父の母Shantha's Choice 1992 鹿毛                                                 | Dancing Show                                                                     | Show Lady                                                                        |                  |
| 母 Snippets' Lass 1993 鹿毛   | 母の父Snippets 1984 鹿毛                                                         | Lunchtime                                                                        | Silly Season                                                                     | Silly Season     |
| 母 Snippets' Lass 1993 鹿毛   | 母の父Snippets 1984 鹿毛                                                         | Lunchtime                                                                        | Great Occasion                                                                   |                  |
| 母 Snippets' Lass 1993 鹿毛   | 母の父Snippets 1984 鹿毛                                                         | Easy Date                                                                        | Grand Chaudiere                                                                  | Grand Chaudiere  |
| 母 Snippets' Lass 1993 鹿毛   | 母の父Snippets 1984 鹿毛                                                         | Easy Date                                                                        | Scampering                                                                       |                  |
| 母 Snippets' Lass 1993 鹿毛   | 母の母Snow Finch 1984 鹿毛                                                       | Storm Bird                                                                       | Northern Dancer                                                                  | Northern Dancer  |
| 母 Snippets' Lass 1993 鹿毛   | 母の母Snow Finch 1984 鹿毛                                                       | Storm Bird                                                                       | South Ocean                                                                      |                  |
| 母 Snippets' Lass 1993 鹿毛   | 母の母Snow Finch 1984 鹿毛                                                       | A Realgirl                                                                       | In Reality                                                                       | In Reality       |
| 母 Snippets' Lass 1993 鹿毛   | 母の母Snow Finch 1984 鹿毛                                                       | A Realgirl                                                                       | Secret Verdict                                                                   |                  |
| 母系(F-No.)                   | 2号族(FN:2-c)                                                                    | 2号族(FN:2-c)                                                                    | 2号族(FN:2-c)                                                                    | [ § 3 ]          |
| 5代内の近親交配               | Northern Dancer4×5×5×4＝18.75%、Thong、Lunchtime5×3＝15.68%、Natalma5×5×5＝9.38% | Northern Dancer4×5×5×4＝18.75%、Thong、Lunchtime5×3＝15.68%、Natalma5×5×5＝9.38% | Northern Dancer4×5×5×4＝18.75%、Thong、Lunchtime5×3＝15.68%、Natalma5×5×5＝9.38% | [ § 4 ]          |
| 出典                          | 1. 2. 3. 4.                                                                      | 1. 2. 3. 4.                                                                      | 1. 2. 3. 4.                                                                      | 1. 2. 3. 4.      |

## 参考
1. 1 2 3  スニッツェル(AUS)｜JBISサーチ（JBIS-Search）
2. ↑  Snitzel | Race Record & Form. Racing Post. 2018年8月24日閲覧
3. 1 2  スニッツェルが社台スタリオンステーションに再入厩. 競走馬のふるさと案内所(2011年2月9日付). 2018年8月24日閲覧
4. ↑  豪リーディングサイアーで初の親子ワンツー. netkeiba.com(2014年8月1日付). 2018年8月24日閲覧
5. ↑  モーリスがシャトルされるアローフィールドスタッドの種付料（オーストラリア）［生産］. 公益財団法人ジャパン・スタッドブック・インターナショナル(2017年4月13日付). 2018年8月24日閲覧
6. ↑  スニッツェル、2年連続で豪州リーディングサイアーに（オーストラリア）. 公益財団法人ジャパン・スタッドブック・インターナショナル(2018年8月20日付). 2018年8月24日閲覧
7. ↑  スニッツェル、2017/18シーズンの豪リーディング種牡馬に/ JRA-VAN(2018年8月2日付). 2018年8月24日付
8. 1 2  ポスト・モーリス. TOKYO THOROUGHBRED CLUB. OFFICAL SITE(2016年11月17日付). 2018年8月24日閲覧
9. ↑  “Arrowfield mourns Champion Sire Snitzel” (英語). Arrowfield (2025年6月11日). 2025年6月11日閲覧。
10. ↑  “スペシャルエックス”. JBISサーチ.   公益社団法人日本軽種馬協会. 2023年7月4日閲覧。